# Isle of Man TT 1920
De Isle of Man TT 1920 was de negende uitvoering van de Isle of Man TT. Ze werd op dinsdag 15 juni en donderdag 17 juni 1920 verreden op de Snaefell Mountain Course, een stratencircuit op het eiland Man.
| 1920 | - Lightweight Class toegevoegd aan Junior TT - Eerste ronde boven 50 mph in de Junior TT (Eric Williams, AJS) - Ronderecord in de Senior TT: 55.62 mph (George Dance, Sunbeam). - Eerste racegemiddelde boven 50 mph in de Senior TT (Tommy de la Hay, Sunbeam en Douglas Brown, Norton). - Circuit verlengd en Signpost Corner in gebruik genomen. |

## Algemeen
Het had na de Eerste Wereldoorlog nog lang geduurd tot er weer een TT op Man kon worden verreden. De motorfietsproductie kwam slechts mondjesmaat op gang bij gebrek aan grondstoffen als rubber en staal, en aan racen viel niet te denken omdat ook benzine schaars was. In 1920 wilde de ACU wel minstens 30 deelnemers hebben. Men besloot ook een klasse in te stellen voor machines tot 250 cc, maar zij kregen geen eigen race. Ze reden gewoon mee in de 350cc-Junior TT.
Het prijzengeld werd als volgt vastgesteld: Senior TT: 1e plaats 50 £, 2e plaats 25 £ en derde plaats 15 £. Junior TT: 1e plaats 40 £, 2e plaats 20 £ en derde plaats 10 £. Voor iedereen die binnen 30 minuten van de winnaar finisthe werd een gouden prijsje beschikbaar gesteld (beeldje of medaille is niet bekend, maar waarschijnlijk de replica van de Mouzilly St. Mars Trophy).
Er kwamen 51 deelnemers aan de start, maar minstens acht inschrijvers haalden de start niet door ongelukken tijdens de trainingen. Bert Haddock, fabrieksrijder voor AJS, was al tijdens de eerste training bij Keppel Gate gecrasht en George Cowley crashte bij Governor's Bridge. Graham Walker reed in de mist op de Mountain Section een schaap aan, maar hij kon wel starten.
De Mountain Course werd verlengd tot haar huidige lengte doordat men bij Cronk-ny-Mona linksaf ging waardoor Signpost Corner, Bedstead Corner, The Nook en Governor's Bridge in het parcours werden opgenomen.

### Signpost Corner
De hele circuitwijziging had als belangrijkste doel om in Douglas op de hoek Bemahaque Road/Avondale Road een waarschuwingspost in te richten. De seinpost was telefonisch verbonden met de TT Grandstand, de start/finishplaats ongeveer 2 km verder op Glencrutchery Road in Douglas. TT-officials konden dan met behulp van lampen aan de teams en race-officials aangeven wie er aan kwam. Daardoor konden de Manx scouts ook makkelijker en sneller het scorebord bijhouden. Vanaf Signpost Corner werden ook de teams gewaarschuwd zodat ze zich konden voorbereiden op een pitstop, want men moest tijdens bijna alle wedstrijden tussentijds tanken. Men moet daarbij bedenken dat de TT van Man verreden werd volgens het systeem van interval-starts, zodat steeds slechts één of twee coureurs tegelijk passeerden. De seinpost stond aanvankelijk bij Governor's Bridge, maar toen de snelheden toenamen werd hij verplaatst naar Signpost Corner en intussen is hij nog verder teruggebracht naar Cronk-ny-Mona.

## Senior TT
Donderdag 17 juni, zes ronden (365 km), motorfietsen tot 500 cc.
De Senior TT was heel wat minder spannend en dramatisch als de Junior TT. Tommy de la Hay won zonder veel moeite van Manxman "Dougie" Brown, nadat de teamleider van Sunbeam George Dance, die de snelste ronde had gereden, was uitgevallen.
| Pos | Coureur         | Merk    | Tijd      | Snelheid  |
| --- | --------------- | ------- | --------- | --------- |
| 1   | Tommy de la Hay | Sunbeam | 4:22"23'0 | 51,79 mph |
| 2   | Douglas Brown   | Norton  | 4:26"13'0 |           |
| 3   | W. Brown        | Sunbeam | 4:32"27'0 |           |
| 4   | N. Slater       | Norton  | 4:39"47'0 |           |
| 5   | H. Harveyson    | Indian  | 4:40"25'0 |           |
| 6   | D. Alexander    | Indian  | 4:41"25'0 |           |
| 7   | Jimmy Shaw      | Norton  | 4:51"46'0 |           |
| 8   | N. Brown        | Norton  | 4:54"24'0 |           |
| 9   | F. Townsend     | Sunbeam | 4:54"29'0 |           |
| 10  | F. North        | Norton  | 5:01"05'0 |           |
| 11  | N. Black        | Norton  | 5:08"26'0 |           |
| 12  | Freddie Dixon   | Indian  | 5:17"12'0 |           |
| 13  | Graham Walker   | Norton  | 5:24"50'0 |           |
| 14  | J. Thomas       | Norton  | 5:53"21'0 |           |

| Coureur          | Merk    | Oorzaak |
| ---------------- | ------- | ------- |
| Alfred Alexander | Douglas |         |
| Bert le Vack     | Duzmo   |         |
| George Dance     | Sunbeam |         |
| Howard R. Davies | AJS     | Motor   |
| Tom Simister     | Norton  |         |
| Victor Horsman   | Norton  |         |
| Eric Williams    | Sunbeam |         |

## Junior TT

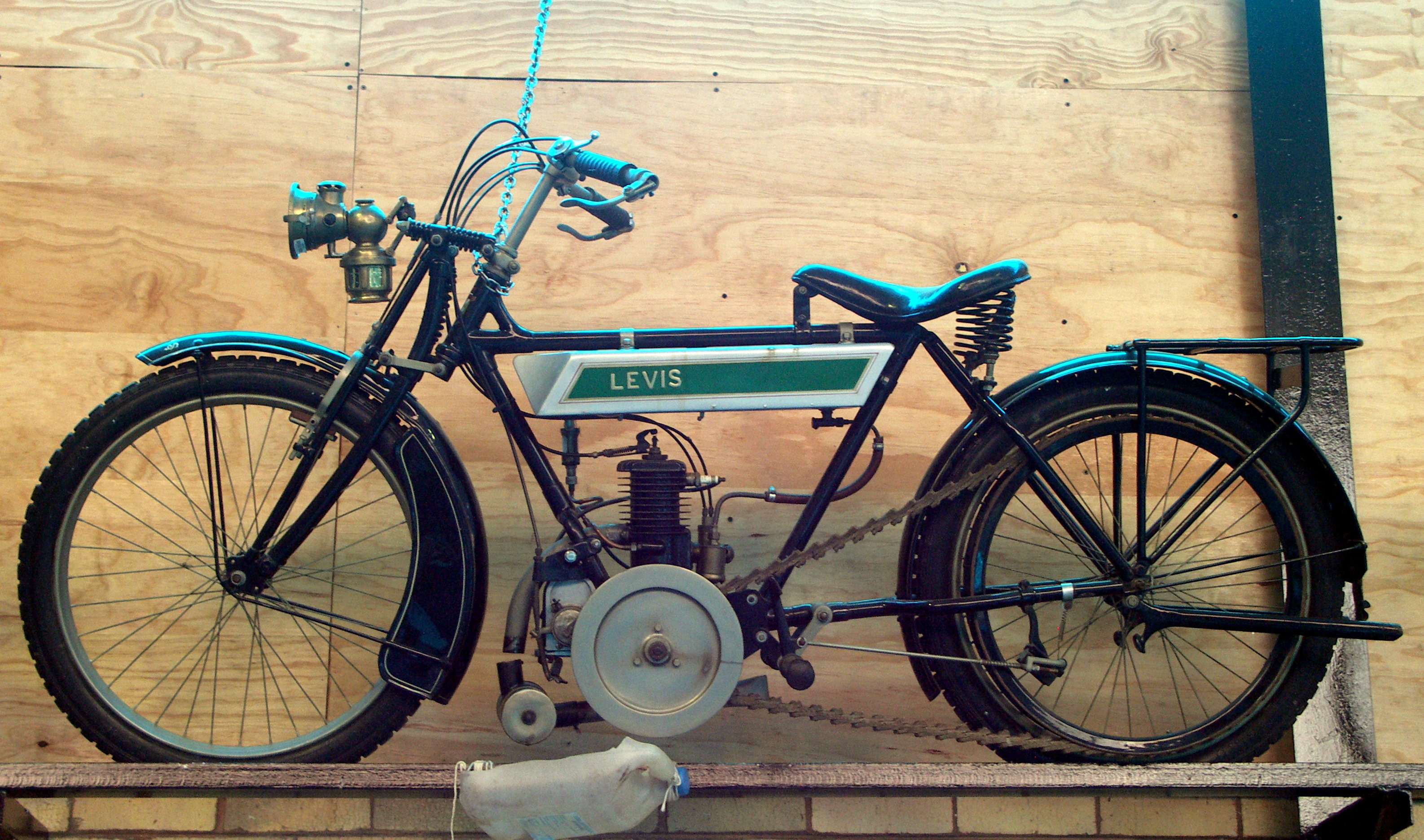
211cc-Levis

Dinsdag 15 juni, vijf ronden (304 km), motorfietsen tot 350 cc (Lightweight klasse: tot 250 cc).
Eric Williams reed aanvankelijk aan de leiding van de Junior TT, maar viel uit met technische problemen. Cyril Williams (geen familie) nam de leiding over en bouwde een voorsprong op van meer dan 20 minuten, tot hij in de laatste ronde bij Keppel Gate problemen met zijn versnellingsbak kreeg. De laatste vier mijlen gingen grotendeels bergaf en freewheelend en duwend won hij toch de race met ruim negen minuten voorsprong op Jack Watson-Bourne. Toch werd zijn overwinning in de schaduw gesteld door de prestatie van Ronald Clarke met zijn slechts 211 cc metende Levis. Clarke was nog sneller dan Cyril Williams, maar viel vlak vóór Keppel Gate. Hij kon zijn machine nog oprapen en met een kale en kromme voorvelg langzaam naar de finish rijden. Hij werd vierde in het totaalklassement en winnaar van de 250cc-Lightweight klasse, maar had de race gewoon kunnen winnen. Hij werd meteen na de finish met uitputtingsverschijnselen naar Nobles Hospital in Douglas gebracht.
| Pos | Coureur            | Merk       | Tijd      | Snelheid  | Lightweight-klasse |
| --- | ------------------ | ---------- | --------- | --------- | ------------------ |
| 1   | Cyril Williams     | AJS        | 4:37"57'0 | 40,74 mph |                    |
| 2   | Jack Watson-Bourne | Blackburne | 4:47"07'0 |           |                    |
| 3   | J. Holroyd         | Blackburne | 4:47"37'0 |           |                    |
| 4   | Ronald Clarke      | Levis      | 4:55"37'0 |           | 1e                 |
| 5   | Eric Longden       | DOT-JAP    | 5:11"12'0 |           |                    |
| 6   | R. Loughton        | Douglas    | 5:11"35'0 |           |                    |
| 7   | Gus Kuhn           | Levis      | 5:19"35'0 |           | 2e                 |
| 8   | H. Prescott        | AJS        | 5:55"46'0 |           |                    |
| 9   | Frank W. Applebee  | Levis      | 6:05"21'0 |           | 3e                 |
| 10  | S. Haden           | New Comet  | 6:11"31'0 |           |                    |
| 11  | P. Dallison        | Ivy        | 6:17"52'0 |           |                    |

| Coureur          | Merk    | Oorzaak |
| ---------------- | ------- | ------- |
| Alfred Alexander | Douglas |         |
| Eric Williams    | AJS     |         |
| Howard R. Davies | AJS     | Motor   |
| Tom Sheard       | AJS     |         |

## Trivia

### Aller, allersnelste ronde
Tijdens de training op zaterdag reed D.S. Alexander met zijn Indian Scout een rondetijd van 39 minuten en 10 seconden. Hij was echter bij Braddan Bridge afgedraaid en via Ballafletcher road en Johnny Watterson Lane via Signpost Corner rechtstreeks naar de TT Grandstand gereden. In plaats van ruim 60 km was dat slechts 8,5 km. Hij moet dus een vrij lange pauze genomen hebben, maar werd ontdekt.

### Oudste deelnemer
Vader en zoon Frank W. Applebee en Frank A. Applebee hadden allebei deelgenomen aan de TT van Man en tijdens de TT van 1910 hadden ze zelfs tegen elkaar gereden. Zoon Frank A. had in 1920 wat anders aan zijn hoofd. Hij was samen met Oliver Godfrey een motorzaak onder de naam "Godfrey's" begonnen, maar Oliver was als piloot bij het Royal Flying Corps in 1919 neergeschoten boven Cambrai en overleden. Frank A. was druk bezig met het opzetten van meer Godfrey's-zaken, maar vader Frank W. nam voor Levis deel aan de TT, op 58-jarige leeftijd.
1907 · 1908 · 1909 · 1910 · 1911 · 1912 · 1913 · 1914 · Eerste Wereldoorlog · 1920 · 1921 · 1922 · 1923 · 1924 · 1925 · 1926 · 1927 · 1928 · 1929 · 1930 · 1931 · 1932 · 1933 · 1934 · 1935 · 1936 · 1937 · 1938 · 1939 · Tweede Wereldoorlog · 1947 · 1948 · 1949 · 1950 ·1951 · 1952 · 1953 · 1954 · 1955 · 1956 · 1957 · 1958 · 1959 · 1960 · 1961 · 1962 · 1963 · 1964 · 1965 · 1966 · 1967 · 1968 · 1969 · 1970 · 1971 · 1972 · 1973 · 1974 · 1975 · 1976 · 1977 · 1978 · 1979 · 1980 · 1981 · 1982 · 1983 · 1984 · 1985 · 1986 · 1987 · 1988 · 1989 · 1990 · 1991 · 1992 · 1993 · 1994 · 1995 · 1996 · 1997 · 1998 · 1999 · 2000 · 2002 · 2003 · 2004 · 2005 · 2006 · 2007 · 2008 · 2009 · 2010 · 2011 · 2012 · 2013 · 2014